# Vânturi din România
Vânt (din latină ventus este o mișcare (deplasare) orizontală a maselor de aer, provocată de diferența de presiune atmosferică dintre două regiuni ale Pământului.

## Crivăț
Este un vânt rece și violent de pe teritoriul Moldovei, Câmpia Dunării și partea sud-estică a Munteniei, care suflă din est și nord-est mai ales iarna aducând zăpadă, furtuni de zăpadă (viscol) și scăderi mari de temperatură. Este un vânt puternic ce poate atinge viteze de 30 - 35 m/s.
A fost descris poetic de Vasile Alecsandri în pastelul „Iarna”. Vara suflă sporadic aducând un aer fierbinte și uscat din răsărit. Mai este numit și „Traistă goală” sau „Vântul de miazănoapte” deoarece bate dinspre nord. În Transilvania mai este numit și „Soreț”, desemnat printr-un cuvânt derivat probabil de la Soare. Crivățul este un vânt deosebit de puternic, care bate în Moldova, Dobrogea și sudul și estul Munteniei. Suflă dinspre N-E spre S-V, cu viteze ce depășesc uneori 30-35 m/s. Asociat cu ninsoare, el determină deseori în anotimpul rece al anului cele mai cumplite viscole din țara noastră. Apariția lui în timpul verii este cu totul întâmplătoare, dar atunci fiind un vânt cald și uscat aduce pagube recoltelor în regiunile din sud-estul României.

## Nemir (nemer)
Nemirul sau nemerul (în maghiară: nemere) este un vânt local din depresiunea Brașovului ce bate dinspre Munții Nemira. Aduce din Carpații Orientali mase reci de aer din văile munților, depuse de crivăț, are o viteză mai redusă (10 - 20 m/s). Nemirul bate dinspre est și intră pe Valea Oituzului spre depresiunea Brașovului.

## Austru
Vânt de pe teritoriul Transilvaniei de vest, Banat, Oltenia și Muntenia. Fiind un vânt secetos, cald și uscat (20 - 30 km/oră) care aduce secetă, este poreclit „Sărăcilă”. 
De asemenea, pe teritoriul Banatului este un vânt uscat numit „Cosava”.

## Föhn
Föhn (sau foehn) este un vânt cald care suflă în depresiunile din Subcarpații de Curbură, depresiunile din sudul și sud-vestul Transilvaniei.

## Suhoveiurile
Sunt vânturi care bat vara (foarte uscate) în Podișul Moldovei, Podișul Dobrogei și Bărăgan.

## Alte vânturi locale
- Băltăreț - vânt local cald și umed, care suflă din primăvară până în toamnă dinspre sud, mai ales în sud-estul româniei.[3]

- Vânt negru (în turcă Kara-yel) - vânt din Dobrogea și sudul Munteniei (Bărăgan). Vânt uscat și fierbinte ce aduce secetă, din această cauză primind denumirea de "Traistă goală".

- Zefir - vânt slab, plăcut, călduț care suflă primăvara dinspre sud.[4]